# 2585 Irpedina
A 2585 Irpedina (ideiglenes jelöléssel 1979 OJ15) a Naprendszer kisbolygóövében található aszteroida. Nyikolaj Sztyepanovics Csernih fedezte fel 1979. július 21-én.